# Hamilton Naki
Hamilton Naki (* 26. Juni 1926 in Ngcingane, Transkeian Territories; † 29. Mai 2005 in Langa in Kapstadt, Westkap) war ein südafrikanischer Gärtner und Laborassistent. Er arbeitete zunächst als Gärtner der Universität Kapstadt und später auch als labortechnischer und operationstechnischer Assistent bei Transplantationen im Tierversuch unter Christiaan Barnard. Außerdem durfte er jüngeren Chirurgen Operationsverfahren an Tieren näher bringen. Auf diese Weise leistete er (als schwarzer Südafrikaner) einen entscheidenden Beitrag dafür, dass die erste Herztransplantation zustande kam. Ob er bei der Operation selbst jedoch beteiligt war, ist höchst umstritten. Es gab verschiedene Pressemitteilungen, die dies behaupteten, sie mussten aber später revidiert werden. Dagegen spricht auch die Aussage seines früheren Vorgesetzten Stefan von Sommoggy im Deutschen Ärzteblatt.

## Leben
Hamilton Naki, in dem Dorf Ngcingane in der Transkei geboren, musste die Schule bereits im Alter von 14 Jahren verlassen, da die Eltern es sich nicht länger leisten konnten, ihren Sohn zur Schule zu schicken. Um Arbeit zu finden, ging Naki wenig später nach Kapstadt, wo er zunächst Arbeit als Gärtner an der University of Cape Town Medical School fand. Zu seinen Aufgaben gehörte es unter anderem, die Tennisplätze instand zu halten.
In der Folgezeit durfte Naki weitere Aufgaben übernehmen. So wurde er zunächst von dem Leiter des tierexperimentellen Labors Robert Goetz, der aus dem nationalsozialistischen Deutschland nach Südafrika geflohen war, für die Anästhesie bei Tieroperationen zu Ausbildungszwecken eingesetzt. Einmal durfte er auch bei einer Operation an einer Giraffe assistieren. Auffällig waren dabei sein großes Geschick und seine große Lernbereitschaft und -fähigkeit. Durch seine Erfahrungen als Assistent bei Tierversuchen durfte er auch bald Studenten in diesem Gebiet unterrichten. Nach Berichten des Economist erhielt Naki trotz dieser besonderen Aufgaben nur die Bezahlung eines Gärtners, die umgerechnet etwa 270 $ pro Monat entsprach. Doch auch über dieses Gehalt besteht Uneinigkeit: Nach Berichten der New York Times wurde Naki nämlich angemessen für seine Arbeit bezahlt, und er starb auch nicht mittellos.
Laut Nakis eigener Darstellung war er auch bei der ersten erfolgreichen Herztransplantation beteiligt, mit der das Team am 3. Dezember 1967 Geschichte schrieb, und übernahm dabei mit der Entnahme und Vorbereitung des Herzens einen technisch sehr anspruchsvollen Teil der Operation. Diese Version wurde auch in den Nachrufen nach seinem Tod verbreitet. Einige Wochen später veröffentlichte der Economist allerdings eine Korrektur, basierend auf Aussagen von Ärzten des Groote-Schur-Krankenhauses und einer Naki nahestehenden Quelle, denen zufolge er bei der Operation gar nicht anwesend war, da er als Farbiger und medizinischer Laie überhaupt keinen Zutritt zu den Operationssälen gehabt habe. Dies wird auch durch andere Quellen bestätigt.
Aufgrund der Apartheid in Südafrika blieben die Leistungen Nakis lange geheim. Auch wenn er auf Pressefotos nach der geglückten Transplantation im Hintergrund zu sehen ist, wurde er bei Nachfragen stets als Putzhilfe vorgestellt. Barnard selbst räumte erst viele Jahre später kurz vor seinem Tod ein, dass Naki möglicherweise nicht nur über ein besseres chirurgisches Talent verfügte als er selbst, sondern auch, dass Naki einen wesentlichen Beitrag zur Forschung in der Transplantationsmedizin geleistet hat. Im Jahr 2003 wurde Naki daher die Ehrendoktorwürde der Universität Kapstadt verliehen.

## Rezeption
Im Jahr 2008 wurde mit Hidden Heart (englischer Untertitel: „The Story of Christian Barnard and Hamilton Naki“) ein Dokumentarfilm veröffentlicht, der die Geschichte Nakis nachzeichnet. Im Rahmen ihrer Recherchen befragten Regisseur Werner Schweizer und die Zürcher Journalistin Cristina Karrer Zeitzeugen und griffen auf Archivaufnahmen zurück. Im 2022 produzierten deutschen Fernsehfilm Das Wunder von Kapstadt ist Naki eine der Hauptfiguren und wird von Loyiso Macdonald verkörpert.